# Philip Butz
Philip Butz (* 19. April 1988 in Karlsruhe) ist ein deutscher Schauspieler und Sprecher.

## Leben
Philip Butz absolvierte von 2009 bis 2013 seine Ausbildung zum Schauspieler an der Freiburger Schauspielschule. Er stand unter anderem als Edmond Rostand in der deutschsprachigen Uraufführung von Vorhang auf für Cyrano von Alexis Michalik auf der Bühne der Komödie Berlin. Die letzten Jahre war er als Rio Reiser im Schauspielmusical Rio Reiser – Mein Name ist Mensch in Berlin zu sehen. Von August 2016 (Folge 2509) bis Juli 2017 (Folge 2726) war Butz in der ARD-Serie Sturm der Liebe als Oskar Reiter zu sehen. Komödiantisches Talent bewies er von 2014 bis 2015 in der Comedyserie Kaiser! König! Karl! des WDR.

## Filmografie (Auswahl)
- 2014–2015: Kaiser! König! Karl! (Fernsehserie)
- 2016–2017: Sturm der Liebe
- 2018: Der Alte – Folge 413: Die Kunst des Scheiterns
- 2017: Fack ju Göhte 3
- 2017: Duplik Jonas 7
- 2018: Heldt

## Theater (Auswahl)
- Spielzeit 2012/13 // Festengagement – DAS DA Theater Aachen
- Spielzeit 2013/2014 + 2015/16 // Festengagement – Westfälisches Landestheater
- 2016–2018: Gastengagements Theater Kosmos
- 2017–2019: Ensemblemitglied // Shakespeare am Berg
- 2019–2023: Rio Reiser – Mein Name ist Mensch // Komödie am Kurfürstendamm
- 2021–2023: Vorhang auf für Cyrano // Komödie am Kurfürstendamm
- 2024–2025: Das Geheimnis der Irma Vep // Schlossfestspiele Ettlingen
- 2025: Sein oder Nichtsein // Schlossfestspiele Ettlingen